# Zone d'expression prioritaire
La Zone d’Expression Prioritaire (La ZEP) est un média en ligne français et un projet d'éducation aux médias créé en 2015 par deux journalistes, Emmanuel Vaillant et Edouard Zambeaux, et par l'ancien secrétaire général de l'Afev Thibault Renaudin. Ce média associatif a pour vocation d’accompagner l’expression des jeunes à travers des ateliers d’écriture et de créations médias animés par des journalistes,,. Leurs récits sont publiés sous la forme d’articles, de podcasts ou de vidéos.

## Principe
La ZEP donne la parole à des jeunes qui n’ont pas l’habitude de s’exprimer, soit parce qu'ils ne se sentent pas légitimes, soit parce que les médias ne les interrogent que rarement. Lors des ateliers, les journalistes proposent aux jeunes de raconter leurs histoires, de partager leurs expériences de vie, de renforcer leurs compétences d’expression écrite et orale, et leurs connaissances des médias,. Ces ateliers d’écriture, de podcasts ou de vidéos se déroulent sur plusieurs séances .
Très implantée en Île-de-France, surtout dans les quartiers populaires de la proche banlieue parisienne, la ZEP déploie des ateliers dans huit régions en France, en partenariat avec une centaine de structures : collèges, lycées, universités, missions locales, écoles de la deuxième chance, associations de l’éducation populaire, centres de formation, prisons, hôpitaux…
En racontant leurs expériences de vie, les jeunes écrivent des témoignages à la fois intimes, et qui font écho à des thématiques de société. Les textes issus des ateliers sont ensuite publiés sur le site et les réseaux sociaux de la ZEP, en lien avec l’actualité.

## Diffusion dans les médias nationaux
Les textes sont également publiés dans plusieurs médias en ligne et papier : Libération, Urbania France, Le HuffPost et Ouest-France,,,.

## Éditions
À l'issue de certains ateliers d’écriture, la ZEP publie aussi des recueils thématiques : précarités, frontières, amour, ruralité, genre…
La ZEP a également publié deux livres disponibles en librairie qui rassemblent des témoignages rédigés en ateliers : Vies majuscules, autoportrait de la France des périphéries (éditions Les petits Matins, 2021) et Moi jeune, autoportrait d’un âge des (im)possibles (éditions Les petits Matins, 2022),,. Ce deuxième livre a été édité durant la campagne présidentielle 2022 afin de remettre les enjeux de jeunesse au cœur du débat politique.

## Récompenses et reconnaissances
La ZEP a été lauréate de La France s’engage (2015), du Prix de l’éducation aux médias des Assises internationales du journalisme (2016), du Prix Coup de Cœur des Trophées des Associations (2016), du Tremplin Asso de l’Agence Nationale de la Cohésion des Territoires (2019) et du Grand Prix Sociétal Charles Defforey - Institut de France (2021).
La ZEP est doublement agréée Jeunesse et Education Populaire (2021) et Education nationale (2022) par le ministère de l'Education nationale, des Sports et de la Jeunesse.